# Kozinka (obwód biełgorodzki)
Kozinka (ros. Козинка) – wieś (ros. село, trb. sieło) w Rosji, w obwodzie biełgorodzkim, w rejonie grajworońskim. Centrum administracyjne osiedla wiejskiego Kozinskoje.

## Geografia
Miejscowość jest położona na południowy zachód od miasta Grajworon, przy granicy z Ukrainą.
Kozinka leży na lewym brzegu rzeki Worskla.

## Demografia
W 2010 roku wieś zamieszkiwało 1097 osób.